# Marcia Prates
Marcia Prates (Rio de Janeiro, 5 de dezembro de 1960) é uma roteirista, escritora e jornalista brasileira. É conhecida por seu trabalho como roteirista de telenovelas brasileiras, exibidas pela Rede Globo. 

## Carreira

### Início
Marcia Prates graduou-se em jornalismo pela FACHA e chegou a trabalhar em jornais e revistas cariocas antes de seu primeiro emprego em televisão, como assistente de direção e produtora na extinta Rede Manchete.
Em 1985, ingressou na Rede Globo, onde trabalha até hoje. Seu primeiro trabalho na emissora foi como roteirista da série “Caso Verdade”, em 1985. A estreia em telenovelas foi em 1987, quando esteve na equipe que desenvolveu o roteiro de “Bambolê”, de Daniel Más.  

### Destaques
Em 35 anos de carreira como roteirista na Rede Globo, Marcia atuou em novelas de sucesso como “Pedra Sobre Pedra”, “Fera Ferida”, “A Indomada”, “Celebridade”, “A Favorita”, “Avenida Brasil”, “Império” - vencedora do Prêmio Emmy Internacional, em 2015 – e “Segundo Sol”. Foi coautora dos dois primeiros anos de “Malhação” (1995-1996), uma das séries mais longevas da TV brasileira; além de ser a autora da macrossérie “Liberdade, Liberdade”.

### Avenida Brasil
Após ter colaborado com João Emanuel Carneiro no roteiro das telenovelas “Cobras & Lagartos” e “A Favorita”, Marcia Prates se manteve em parceria com o autor em “Avenida Brasil”, um marco da TV brasileira.
A trama foi um sucesso mundial, considerada pela Forbes  como uma das telenovelas mais exitosas de todos os tempos. É, ainda hoje, a telenovela da Rede Globo mais exportada para o exterior, licenciada por mais de 130 países e dublada em 19 idiomas, como espanhol, francês, russo e árabe  .  

### Década de 2020
Marcia Prates seria coautora, ao lado de Priscila Steinman, de Malhação:Transformação , no entanto a temporada foi cancelada e a Malhação extinta.

## Colaboradora
| Ano     | Título              | Autoria                                                    | Direção                                               | Emissora   |
| ------- | ------------------- | ---------------------------------------------------------- | ----------------------------------------------------- | ---------- |
| 1987—88 | Bambolê             | Daniel Más                                                 | Wolf Maya                                             | Rede Globo |
| 1989—90 | Tieta               | Aguinaldo Silva Ricardo Linhares Ana Maria Moretzsohn      | Paulo Ubiratan                                        | Rede Globo |
| 1991    | Salomé              | Sérgio Marques                                             | Herval Rossano                                        | Rede Globo |
| 1990—91 | Lua Cheia de Amor   | Ana Maria Moretzsohn Ricardo Linhares Maria Carmem Barbosa | Roberto Talma                                         | Rede Globo |
| 1992    | Pedra Sobre Pedra   | Aguinaldo Silva Ricardo Linhares Ana Maria Moretzsohn      | Paulo Ubiratan Luiz Fernando Carvalho                 | Rede Globo |
| 1993—94 | Fera Ferida         | Aguinaldo Silva Ricardo Linhares Ana Maria Moretzsohn      | Dennis Carvalho Marcos Paulo                          | Rede Globo |
| 1994    | Tropicaliente       | Walther Negrão                                             | Gonzaga Blota                                         | Rede Globo |
| 1997    | A Indomada          | Aguinaldo Silva Ricardo Linhares                           | Marcos Paulo                                          | Rede Globo |
| 1998    | Era Uma Vez...      | Walther Negrão                                             | Jorge Fernando                                        | Rede Globo |
| 1999—00 | Força De Um Desejo  | Gilberto Braga Alcides Nogueira                            | Marcos Paulo Mauro Mendonça Filho                     | Rede Globo |
| 2001    | Um Anjo Caiu do Céu | Antônio Calmon                                             | Dennis Carvalho                                       | Rede Globo |
| 2003—04 | Celebridade         | Gilberto Braga                                             | Dennis Carvalho                                       | Rede Globo |
| 2004—05 | Começar de Novo     | Antônio Calmon Elizabeth Jhin                              | Marcos Paulo                                          | Rede Globo |
| 2005—06 | Bang Bang           | Mário Prata                                                | José Luiz Villamarim                                  | Rede Globo |
| 2006    | Cobras & Lagartos   | João Emanuel Carneiro                                      | Wolf Maya                                             | Rede Globo |
| 2008—09 | A Favorita          | João Emanuel Carneiro                                      | Ricardo Waddington                                    | Rede Globo |
| 2012    | Avenida Brasil      | João Emanuel Carneiro                                      | Amora Mautner José Luiz Villamarim Ricardo Waddington | Rede Globo |
| 2014—15 | Império             | Aguinaldo Silva                                            | Rogério Gomes                                         | Rede Globo |
| 2018    | Segundo Sol         | João Emanuel Carneiro                                      | Dennis Carvalho                                       | Rede Globo |
| 2024—25 | Mania de Você       | João Emanuel Carneiro                                      | Carlos Araújo                                         | Rede Globo |
| 2025    | Três Graças         | Aguinaldo Silva                                            | Luiz Henrique Rios                                    | Rede Globo |

| Ano  | Título               | Autoria                              | Direção                       | Emissora   |
| ---- | -------------------- | ------------------------------------ | ----------------------------- | ---------- |
| 1985 | Caso Verdade         | Vários                               | Walther Negrão Eloy Santos    | Rede Globo |
| 1986 | Tele Tema            | Vários                               | Roberto Talma                 | Rede Globo |
| 1990 | Riacho Doce          | Aguinaldo Silva Ana Maria Moretzsohn | Paulo Ubiratan Reynaldo Boury | Rede Globo |
| 2015 | Felizes Para Sempre? | Euclydes Marinho                     | Fernando Meirelles            | Rede Globo |

## Autora principal
| Ano       | Título               | Coautores                          | Direção                                                   | Emissora   |
| --------- | -------------------- | ---------------------------------- | --------------------------------------------------------- | ---------- |
| 1995-1996 | Malhação             | Andréa Maltarolli Emanuel Jacobina | Roberto Talma                                             | Rede Globo |
| 2016      | Liberdade, Liberdade | Mário Teixeira                     | André Câmara João Paulo Jabur Pedro Brenelli Bruno Safadi | Rede Globo |

## Prêmios e indicações
| Ano  | Premiação                    | Categoria                  | Trabalho             | Resultado |
| ---- | ---------------------------- | -------------------------- | -------------------- | --------- |
| 1993 | Troféu Imprensa              | Melhor Novela              | Pedra Sobre Pedra    | Venceu    |
| 2004 | Prêmio Contigo! de TV        | Melhor Novela              | Celebridade          | Indicado  |
| 2004 | Prêmio APCA                  | Melhor Telenovela          | Celebridade          | Venceu    |
| 2004 | Prêmio Arte Qualidade Brasil | Melhor Novela              | Celebridade          | Venceu    |
| 2004 | Prêmio Extra de Televisão    | Melhor Novela              | Celebridade          | Venceu    |
| 2005 | Prêmio Contigo! de TV        | Melhor Novela              | Começar de Novo      | Indicado  |
| 2006 | Prêmio Contigo! de TV        | Melhor Novela              | Bang Bang            | Indicado  |
| 2007 | Prêmio Contigo! de TV        | Melhor Novela              | Cobras & Lagartos    | Indicado  |
| 2008 | Prêmio Extra de Televisão    | Melhor Novela              | A Favorita           | Venceu    |
| 2008 | Prêmio APCA                  | Melhor Novela              | A Favorita           | Venceu    |
| 2009 | Prêmio Qualidade Brasil      | Melhor Novela              | A Favorita           | Venceu    |
| 2009 | Prêmio Contigo! de TV        | Melhor Novela              | A Favorita           | Venceu    |
| 2009 | Troféu Imprensa              | Melhor Novela              | A Favorita           | Venceu    |
| 2009 | Troféu Internet              | Melhor Novela              | A Favorita           | Venceu    |
| 2012 | Prêmio Extra de Televisão    | Melhor Novela              | Avenida Brasil       | Venceu    |
| 2012 | Prêmio APCA                  | Grande Prêmio da Crítica   | Avenida Brasil       | Venceu    |
| 2013 | Troféu Imprensa              | Melhor Novela              | Avenida Brasil       | Venceu    |
| 2013 | Troféu Internet              | Melhor Novela              | Avenida Brasil       | Venceu    |
| 2013 | Prêmio Contigo! de TV        | Melhor Novela              | Avenida Brasil       | Venceu    |
| 2013 | Prêmio Emmy Internacional    | Melhor Telenovela          | Avenida Brasil       | Indicado  |
| 2014 | Prêmio Emmy Internacional    | Melhor Novela              | Império              | Venceu    |
| 2014 | Prêmio Extra de Televisão    | Melhor Novela              | Império              | Venceu    |
| 2014 | Troféu Imprensa              | Melhor Novela              | Império              | Venceu    |
| 2014 | Prêmio Contigo! de TV        | Melhor Novela              | Império              | Venceu    |
| 2014 | Troféu Internet              | Melhor Novela              | Império              | Indicado  |
| 2015 | Prêmio Contigo! de TV        | Melhor Série ou Minissérie | Felizes Para Sempre? | Venceu    |
| 2015 | Prêmio Extra de Televisão    | Melhor Série               | Felizes Para Sempre? | Venceu    |
| 2015 | Prêmio APCA                  | Melhor Série               | Felizes Para Sempre? | Indicado  |
| 2016 | Prêmio Extra de Televisão    | Melhor Novela              | Liberdade, Liberdade | Indicado  |
| 2016 | Troféu APCA                  | Melhor Novela              | Liberdade, Liberdade | Indicado  |
| 2018 | Prêmio Contigoǃ Online       | Melhor Novela              | Segundo Sol          | Indicado  |
| 2018 | Troféu Imprensa              | Melhor Novela              | Segundo Sol          | Indicado  |
| 2018 | Troféu Internet              | Melhor Novela              | Segundo Sol          | Venceu    |